# Calophasia bruchi
Calophasia bruchi là một loài bướm đêm trong họ Noctuidae.